# L'Assommoir (film, 1909)
Pour les articles homonymes, voir L'Assommoir (homonymie).

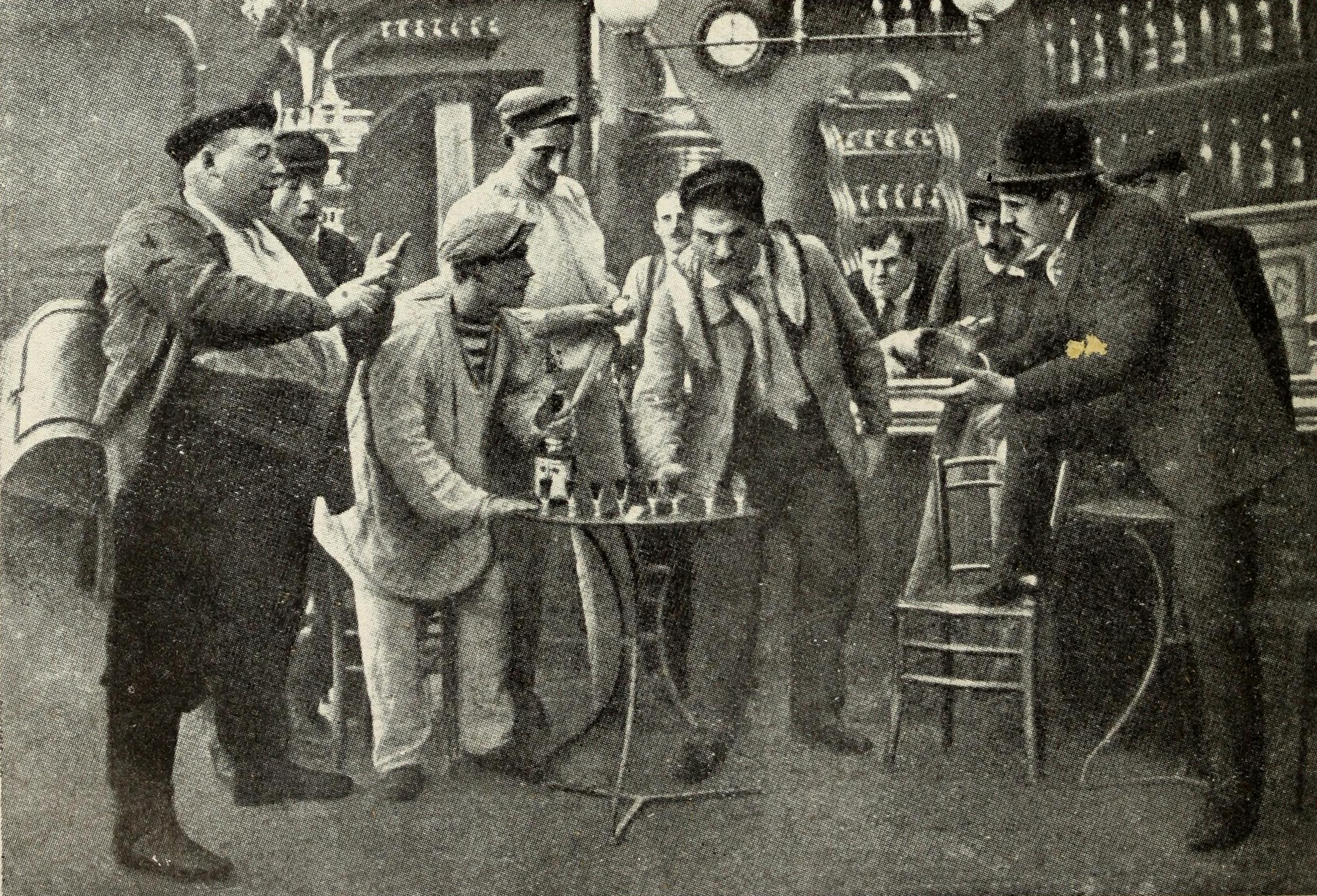
Photogramme. Au centre, Arquillière ; à gauche, Mansuelle ; à droite, Grétillat.

L'Assommoir est un film muet français de moyen métrage réalisé par Albert Capellani et sorti en 1909 adapté du roman d'Émile Zola. 
Il y a une alternance entre l'intérieur et l'extérieur et un petit souci de réalisme. Le jeu est moins théâtral, il y a plus ou moins de la complicité avec les spectateurs et une belle fluidité du montage. Une maîtrise du temps et de l'espace est notable, c'est une évolution cinématographique.

## Fiche technique
- Réalisation : Albert Capellani
- Scénario : Michel Carré, d'après le roman d'Émile Zola
- Chef-opérateur : Albert Capellani
- Production : Pierre Decourcelles
- Durée : 40 minutes
- Date de sortie : France : 1909

## Distribution
- Eugénie Nau : Gervaise
- Alexandre Arquillière : Coupeau
- Catherine Fonteney : Virginie
- Jacques Grétillat : Lantier
- Lucien Callamand : Bibi
- Henri Gouget : Varennes
- Mansuelle : Mes-Bottes
- Bazin : Bec-Salé
- Irma Perrot : Madame Boche
- Harry Baur
- Paul Capellani
- Michel Carré
- Stacia Napierkowska
- Marie-Louise Roger